# Anteo (gigante)
Anteo (in greco antico: Ἀνταῖος?) è un personaggio della mitologia greca, re di Libia e figlio di Poseidone e di Gea.

## Mitologia
Anteo era un gigante alto sessanta braccia (110 metri) ed abitava in una spelonca nella valle del fiume Bagrada, presso Zama, nutrendosi di carne di leone. Egli era praticamente invincibile finché rimaneva a contatto con sua madre (la Terra), che gli restituiva le forze ogni volta che toccava il suolo.
Il gigante venne sconfitto da Eracle che lo soffocò sollevandolo da terra da cui traeva la sua forza.
Secondo un'altra versione, Eracle prima lo sollevò in aria e poi con la sua clava lo percosse a morte.
Eracle in seguito, ebbe un rapporto con la vedova di Anteo, Tinga o Tingis. Il figlio che ella ebbe dal semidio fu chiamato Soface e fondò la città di Tangeri, originariamente chiamato Tingis.

### NellaCommediadi Dante Alighieri
Nella Commedia di Dante Alighieri Anteo si trova, insieme a tutti gli altri giganti conosciuti, nel cosiddetto Pozzo dei giganti, punto di connessione tra l'ottavo e il nono cerchio dell'Inferno. A differenza dei suoi simili, Anteo non è incatenato, in quanto non prese parte alla battaglia contro gli dèi dell'Olimpo, né fece alcun atto di superbia, e per questo aiuta Dante e Virgilio a raggiungere il cerchio dei traditori.

### Franco Sacchetti
Anteo viene anche citato dal poeta fiorentino Franco Sacchetti insieme a Ercole, nel suo sonetto comico nonsense “Nasi cornuti e visi digrignati”: «Quando mi misi a navicar montagne, passando Como e Bergamo e 'l Mar Rosso, dove d'Ercole e Anteo ancor ne piagne…».